# Siemens AB
Siemens Aktiebolag är ett svenskt företag med verksamheter inom bland annat elektronik, informationsteknik, infrastruktur och tillverkningsindustri. De är dotterbolag till tyska industrigruppen Siemens AG.

## Historia

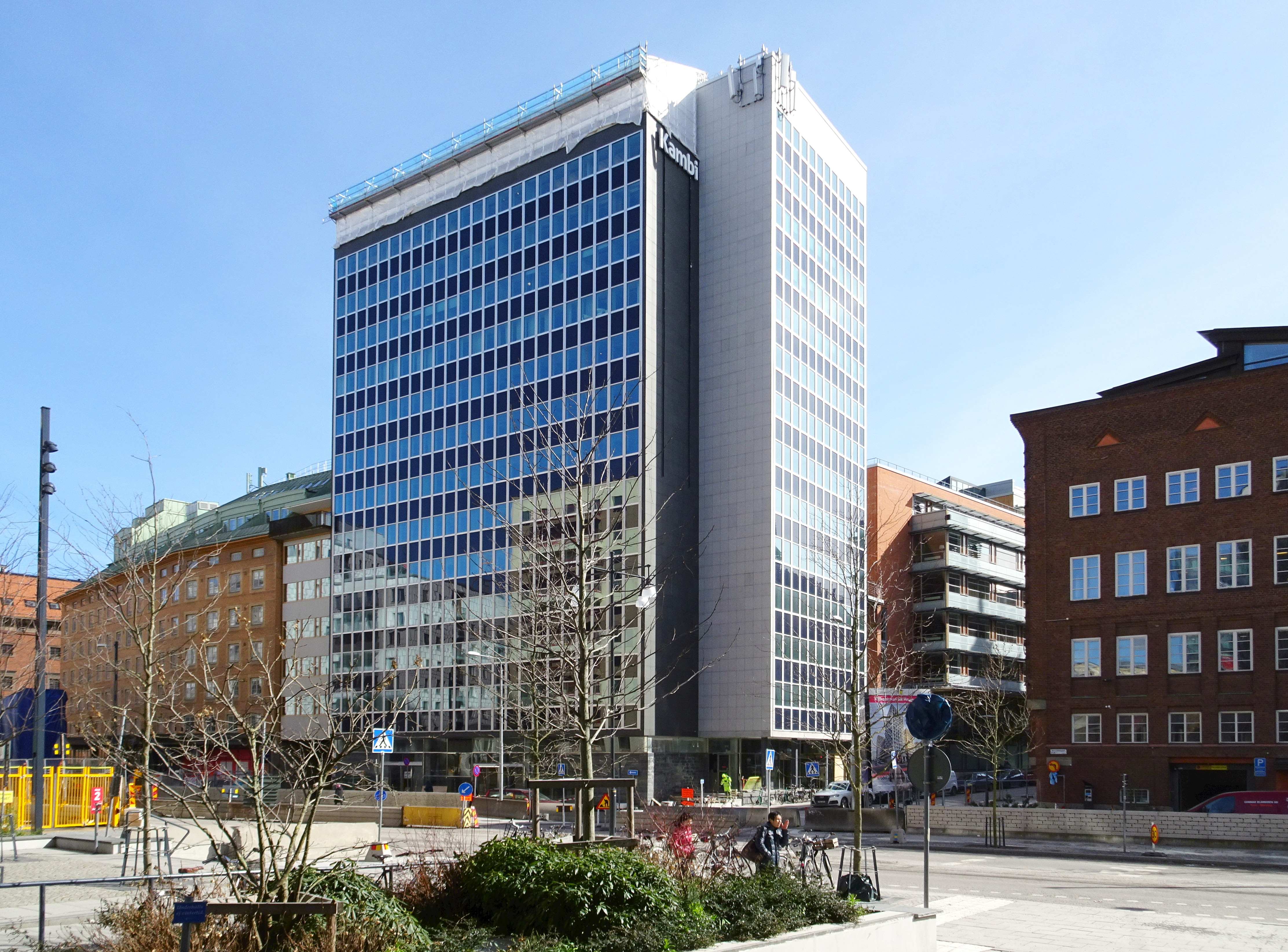
Före detta Siemenshuset vid Norra stationsgatan i Stockholm, 2022.

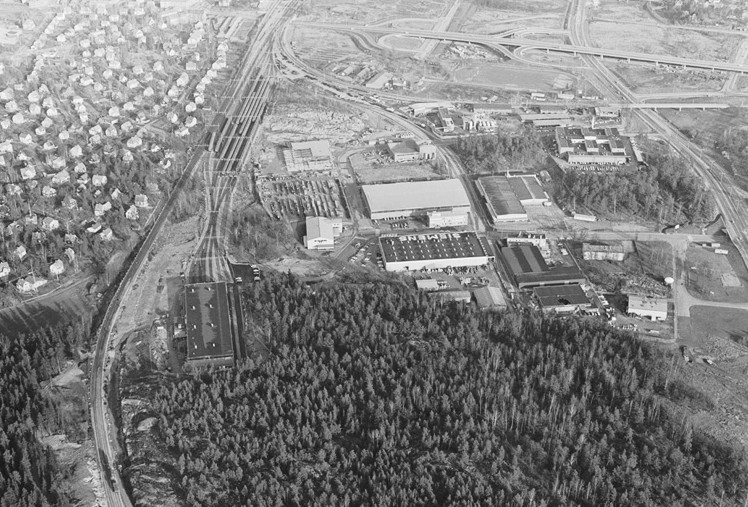
Siemens lager (med "SIEMENS" målat på taket) i Älvsjö industriområde, 1971.

Siemens har en lång historia i Sverige. De första Siemens-produkterna kom redan under 1850-talet till Sverige då visartelegrafer installerades på järnvägen. 1880 blev uppfinnaren Johan Erik Erikson ansvarig för Siemens försäljning i Sverige och Norge. En tidig framgång för Siemens i Sverige var elektrifieringen av Stockholms slott 1885. 
År 1893 startades filialen Siemens tekniska byrå och 1898 bildades dotterbolaget Svenska AB Siemens & Halske som fram till första världskriget fick stororders från hela Sverige. Det rörde sig stor utsträckning om el- och kraftverk. Ett av Siemens stora uppdrag var elektrifieringen av malmbanan (Riksgränsbanan) som gjorde tillsammans med konkurrenten Asea. Nu inledde man också en av sina viktigaste satsningar i Sverige – den på pappersindustrin. Pappersindustrin har genom alla år varit en storkund för svenska Siemens. Siemens har även levererat till stålindustrin med leveransen till Norrbottens järnverk i Luleå som den första stora beställningen. Siemens levererades 1945 en 25 tons ljusbågsugn. 
Det var också från pappersindustrin som den första beställningen efter andra världskriget kom då Mo och Domsjö, dagens Holmen, beställde utrustning till sin fabrik i Hörnefors 1948. En annan milstolpe skulle komma 1957 då Siemens var en av de stora leverantörerna till det blekeri som byggdes 1957. Vallvik var vid invigningen Europas modernaste blekeri och Siemens levererande ställverk, kablar, motorer och mätutrustning.
Under första världskriget drabbades svenska Siemens precis som det tyska moderbolaget av kriget och man stod still ekonomiskt. Efter kriget fick man ny fart och ökade omsättningen kraftigt. Siemens expanderade framförallt på telefonområdet där man bland annat drog undervattenskablar mellan Sverige och Tyskland och mellan fastlandet och Gotland. Den tekniska utvecklingen gick snabbt. 1930 tillträdde man nya lokaler i Centrumhuset i centrala Stockholm (Kungsgatan/Sveavägen), från att tidigare hållit till på Östermalm (sedan 1911). I de moderna lokalerna fanns kontor, lager och verkstad. Under 1920-talet hade man också börjat försäljningen av hushållsapparater där dammsugaren började sitt segertåg i liten skala.  Siemens började också sin bana som hissleverantör och levererade bl.a. till varuhuset PUB. 
Ett stort inslag i Siemens blev efter kriget inrättandet av företagsnämnder. 1946 togs det första steget till företagsnämnderna då en konferens sammankallades mellan de olika delarna av företaget: ledningen, arbetarna och tjänstemännen. Under parollen ”industriell demokrati” började utvecklingen mot den produktionsnämnd som skapades. 1947 ändrades namnet till Siemens företagsnämnd. Företagsnämndens behöv att föra ut informationen gjorde att en kommitté skapades som i sin tur började utgivningen av företagstidningen Siemens-glimtar. 1991 upphörde utgivningen. 
TV fick sitt genombrott 1958. Siemens levererade stora delar av det svenska TV- och radionätet som byggdes upp i rask takt de kommande åren. År 1959 köpte Siemens det svenska företaget Elema-Schönander AB, där den första pacemakern utvecklats året innan. 1962 stod Siemenshuset i Stockholm klart som blev det nya svenska huvudkontoret och 1965 invigdes ett nytt lager i Älvsjö industriområde. 1968 firade Svenska Siemens 75 år och 1969 följde namnbytet till Siemens AB. 1972 bildades Siemens-gruppen i Sverige, vilket innebar att Elema-Schönander blev Siemens-Elema AB, en del i Siemens AB – Siemens i Sverige var nu ett och samma företag. 
Under 1960-talet var svenska Siemens ett av de sju Siemens-bolag som deltog i Siemens första satsning på datatekniken. Under 1970-talet följdes detta upp då svenska Siemens tillsammans med sina skandinaviska systerföretag var en del i Unidata-satsningen. De skandinaviska Siemens-bolagen var också de drivande i Siemens NMT-satsning som startade 1979. 1970-talet var i övrigt ett decennium med allt sämre lönsamhet och stora rationaliseringar som följd.
Under 1980-talet omstrukturerades Siemens AB för att möta nya krav och för att effektivisera verksamheten. Delar i detta var skapandet av ett dotterbolag, El-Partner, för grossistverksamheten och att hushållsapparater 1979 bildade ett eget bolag. 1982 bildade hissverksamheten eget bolag då svenska Siemens gick samman med tyska Bauer och bildade Bauer Hiss AB. Siemens slutade också med installationsverksamheten som såldes.  Efter ytterligare några år valde man helt att lämna hissverksamheten och sålde av sin grossistverksamheten. Siemens försäljning av grossistverksamheten var ett av företagets största förändringar. 
1991 gjorde Siemens i Sverige en förlust på 143 miljoner varpå omstruktureringar följde. Den lågkonjunktur som drabbades Sverige gjorde sitt tydliga spår i bolaget. Under 1990-talet har företaget precis som under 1980-talet omstrukturerat sig men också satsar vidare på nya områden. Inriktningen inom data har fortsatt men man satsade också på trafikteknik där man fick stororders bland annat från Stockholms tunnelbana. 1994 såldes delar av Siemens-Elema av till Pacesetter.

### Företagsnamn
Siemens företagsnamn i Sverige sedan starten 1893.
- Siemens AB (1969-)
- Svenska Siemens (1953-1969)
- Elektriska AB Siemens (1928-1953)
- Svenska AB Siemens & Halske (1898-1928)
- Siemens Tekniska Byrå (1893-1898)

## Siemens-produkter i Sverige
Svenska Siemens produkter återfinns i en rad sammanhang. Siemens levererade Lillgrund (Vattenfall) (2007) som är Sveriges största havsbaserade vindkraftspark med 48 stycken vindkraftverk med en installerad effekt på 110 megawatt. Siemens order var en nyckelfärdig leverans inklusive design, konstruktion och installation av turbiner och integrationen av hela den elektriska infrastrukturen.
Siemens har vidare levererat belysningen till Scandinavium (1971), Arlanda (kompletta system, bland annat manövrering av flygplanen) och nya ånggeneratorer till Ringhals kärnkraftverk (1989). Man har också haft stora leveranser till Stockholm Energi och till Stockholms tunnelbana. 

### Siemens-installationer (urval)
- Wenner-Gren Center (1960) (fasadbelysning m.m.)
- Bandybanan på Stockholms stadion (1963)
- Slalombacken i Kiruna (1963)
- Åhléns på Drottninggatan i Stockholm (1964)
- Isbrytaren Tor (1963) (radioutrustning)
- Kustflottans stabsfartyg HMS Marieholm (radioutrustning)
- Carolina Rediviva (Universitetsbiblioteket i Uppsala) (fasadbelysning)
- Trygg-Hansas huvudkontor (1976)
- Rya Kraftvärmeverk Göteborg (2006)
- Lillgrunds vindkraftspark, Malmö (2007)

## Ledare

### Verkställande direktörer
- Otto Frick, 1898–1901
- Ragnar Holmer, 1902–1904
- Hugo Marchander, 1904–1928
- Albin Wedholm, 1928–1945
- Herman Ljunggren, 1945–1954
- Arne F. Feichtinger, 1954–1969
- Johan Bottheim, 1969–1984
- Lars-Olof Hjalmar, 1984–1991
- Reinhold Schwulera, 1991–1994
- Sören Swärd, 1994–2004
- Roland Aurich, 2004–2009
- Ulf Troedsson, 2009–2019
- Mikael Leksell, 2019–

## Övriga Siemensbolag i Sverige
- Siemens Financial Services AB
- Siemens Industry Software AB
- Siemens Healthcare AB
- Siemens Energy AB